# Michele Benso de Cavour
Pour les articles homonymes, voir Cavour.
Michele Giuseppe Francesco Antonio Benso de Cavour, parfois francisé en Michel Antoine Bens de Cavour (30 novembre 1781 à Turin - 15 juin 1850 à Turin), 5e marquis de Cavour, baron Bens de Cavour et de l'Empire, est un noble piémontais catholique.

## Biographie
Michele Benso de Cavour est le fils de Giuseppe Filippo Benso (1741-1807), 4e marquis de Cavour, comte d'Isolabella et de Cellarengo, seigneur de Santena, et de Philippine de Sales (Turin, 15 juin 1762-Turin, 5 avril 1849), dame d'honneur (1re dame) de Pauline Bonaparte princesse Borghèse (1810), comtesse de l'Empire.
Après l'invasion napoléonienne du Piémont en 1796, les Cavour passent des années très dures et certains membres de la famille sont obligés de quitter le pays ou  de se retirer en attendant des temps meilleurs. Michele Benso est spolié du titre de marquis. En 1799, alors que l'offensive austro-russe chasse momentanément les Français de l'Italie, les Cavour réaffirment leur fidélité à la Maison de Savoie. Après que les Français sont revenus, le Consulat et surtout le Premier Empire mettent en place une politique de soutien des éléments conservateurs de la société piémontais, ouvrant de nouvelles opportunités aux Cavour, qui atteignent des postes plus importants que ceux obtenus lors de l'ancien régime.
En 1801, Michele Benso rencontre sa future épouse, Adélaïde Suzanne de Sellon (1780-1846), à Genève, où il se trouve pour échapper aux persécutions anti-aristocratiques. Michele et Adèle se marient le 17 avril 1805. Adèle de Sellon appartient à une famille calviniste d'origine française de Genève. De leur mariage, naît à Turin, leur fils aîné Gustavo, le 27 juin 1806. En 1807, à la mort de son père Filippo, Michele Benso reçoit son héritage.
En 1809, Michele Benso Cavour est nommé baron de l'Empire et il devient chambellan et l'un des hommes de confiance du prince Camille Borghèse, gouverneur des départements français en Italie et qui a sa cour à Turin. Profitant de cette position, Michele Cavour achète une grande propriété de Leri d'environ 900 hectares provenant des biens de l'abbaye de Lucedio, qui, comme d'autres biens, ont été confisqués par le régime napoléonien à l’Église.
Le 10 août 1810, lorsque la famille Cavour est à son apogée, Camillo naît à Turin. Il doit son prénom au prince Camillo Borghese, son parrain, marié à la princesse Pauline Bonaparte.

### La restauration (1814-1850)
Après la restauration post-napoléonienne de 1814, Michele Cavour retrouve son titre de marquis et gère avec une grande habileté politique les Cavour dans la difficile période du régime de transition. La famille sait, petit à petit, se transformer de défenseur des valeurs rationalistes et maçonniques au catholicisme jésuite qui caractérise le royaume de Sardaigne après 1815. Dans le même temps, elle se rapproche de Charles-Albert de Sardaigne qui devient roi en 1831.
Michele Cavour est nommé maire de Turin en 1833 et chef de la police en 1837. Il conserve sa charge jusqu'en 1847, l'occupant avec zèle et rigueur. En 1848, il se prononce en faveur de la Constitution de 1837. Il meurt le 15 juin 1850 à Turin.

## Armoiries
| Figure | Blasonnement |
|        | Armes de la famille Benso di Cavour D'argent, au chef de gueules, ch. de trois coquilles d'or. |
|        | Armes du baron Bens de Cavour et de l'Empire (décret du 3 décembre 1809, lettres patentes du 9 mars 1810 (Paris)) Coupé ; au premier d'azur à deux étoiles d'argent surmontées d'un croissant du même ; au deuxième de gueules à trois coquilles en fasce d'or ; franc-quartier des barons officiers des maisons des princes de notre famille. - Livrées : les couleurs de l'écu. |

## Source
- (it) Cet article est partiellement ou en totalité issu de l’article de Wikipédia en italien intitulé « Cavour (famiglia) » (voir la liste des auteurs).